# Cyclops taipehensis
Cyclops taipehensis – gatunek widłonoga z rodziny Cyclopidae, nazwa naukowa gatunku została po raz pierwszy opublikowana w 1930 roku przez japońskiego zoologa Isokiti Haradę.